# Galina Stroutinskaïa
Galina Nikolaïevna Stroutinskaïa (en russe : Галина Николаевна Струтинская, en anglais Galina Strutinskaya) est une joueuse d'échecs soviétique puis russe née le 1er juillet 1957 à Konotop.

## Biographie et carrière
Strountinskaïa  représenta la Russie lors de l'olympiade d'échecs de 1994 au deuxième échiquier de l'équipe B.
Strountiskaïa a remporté le championnat du monde senior féminin (plus de 50 ans) à trois reprises (en 2011, 2012 et 2015). Après sa victoire en 2011, elle reçut le titre de grand maître international féminin. Elle récupère son titre en 2023, cette fois dans la catégorie des seniors de plus de 65 ans.
Elle remporta également le championnat d'Europe senior en 2016 et 2017.